# Kurtis Kraft 500H
O Kurtis Kraft 500H é o modelo da Kurtis Kraft utilizado entre 1959 e 1960. Foi guiado por Duane Carter, Gene Force, A.J. Foyt, Don Freeland e Jud Larson.